# Morti nel 685
| Questa pagina contiene informazioni ricavate automaticamente dalle voci biografiche con l'ausilio del template Bio e di un bot. L'aggiornamento è periodico e automatico e ricostruisce completamente la pagina. Se manca una persona in questa lista, sei pregato di non aggiungerla, ma accertati piuttosto che la sua voce biografica contenga il template Bio e che i dati anagrafici siano correttamente compilati. Se il template Bio manca, inseriscilo tu stesso o, in alternativa, metti l'avviso {{tmp\|Bio}} che ne segnala la mancanza. Se i dati riportati sono sbagliati, correggi direttamente la voce biografica; le modifiche saranno visibili in questa lista entro pochi giorni. Per chiarimenti vedi il progetto biografie. La lista contiene solo le 15 persone che sono citate nell'enciclopedia e per le quali è stato implementato correttamente il template Bio. Pagina aggiornata al 10 ago 2025. |

- 6 febbraio - Hlothhere del Kent, sovrano anglosassone
- 8 marzo - San Cataldo, monaco cristiano irlandese
- 8 maggio - Papa Benedetto II, papa, vescovo e santo (n. 635)
- 20 maggio - Egfrido di Northumbria, re (n. 645)
- Æðelwealh del Sussex, sovrano anglosassone
- Ansegiso (n. 612)
- Costantino IV, imperatore bizantino
- Filiberto di Jumièges, abate, missionario e santo franco
- Dargart mac Finguine, nobile scozzese
- Marwan ibn al-Hakam, califfo (n. 623)
- Patrizia di Costantinopoli, religiosa bizantina
- Anania di Shirak, matematico, astronomo e geografo armeno (n. 610)
- Umama bint Abi l-'As ibn Rabi'a
- Ḥarmala ibn Kāhil, militare arabo
- ʿAbd Allāh ibn ʿAmr ibn al-ʿĀṣ, arabo (n. 616)